# Otto Holfelder
Otto Holfelder (* 12. August 1902 in Nöschenrode; † 3. Januar 1980 in Wiesbaden) war ein deutscher Maschinenbauingenieur und Motorenkundler; von 1938 bis 1940 war er ordentlicher Professor auf dem Lehrgebiet Flugmotoren und Allgemeiner Maschinenbau und Leiter des Instituts für Motorenwesen an der Luftkriegsakademie Berlin-Gatow.

## Leben
Geboren als Sohn eines Chefarztes in Wernigerode studierte er an der TH Darmstadt und der TH Dresden, wo er sich auch habilitierte. 1935 wurde er im Alter von 33 Jahren Direktor des Motoreninstituts der Lufttechnischen Akademie (später Technische Akademie der Luftwaffe) Berlin-Gatow, die der Technischen Hochschule Berlin-Charlottenburg angegliedert war. Von 1937 bis 1939 war er Leier der Konstruktionsabteilung für Otto-Flugmotoren (Jumo 211 und 213) bei den Junkers Flugzeug- und Motorenwerken in Dessau. Gleichzeitig blieb er ehrenamtlich als ordentlicher Professor auf dem Lehrgebiet Flugmotoren und Allgemeiner Maschinenbau an der Technischen Hochschule Berlin-Charlottenburg. Von 1939 bis 1945 war er wieder hauptamtlich bei der Technischen Akademie der Luftwaffe und nebenamtlich in Dessau (Kreismotor KM8 für Torpedos) tätig. Von 1946 bis 1952 war er bei dem französischen Flugmotoren-Hersteller „Arsenal de l’ Aéronautique“ bei Paris tätig. Von 1952 bis 1961 übernahm er bei der Gebrüder Sulzer AG in Winterthur eine Stelle als Abteilungsleiter und war hier verantwortlich für die Entwicklung von Dieselmotoren, insbesondere für den Einsatz in Schiffen. Von 1961 bis zu seinem Ruhestand im Jahr 1969 war er Direktor der Technischen Akademie in Wuppertal und Emeritus der RWTH Aachen. Er war Mitglied des Vereins Deutscher Ingenieure (VDI).